# Europaspiele 2015/Leichtathletik
Bei den Europaspielen 2015 in Baku, Aserbaidschan fanden vom 21. bis 22. Juni 2015 im Nationalstadion Baku Wettkämpfe in der Leichtathletik statt. Der Wettbewerb war gleichzeitig die Austragung der dritten Liga der Leichtathletik-Team-Europameisterschaft 2015.
Neben den Medaillen der Europaspiele traten die Mannschaften somit auch um den Aufstieg in die zweite Liga der nächsten Austragung 2017 an. Die besten vier Mannschaften stiegen auf.

## Ergebnisse

### Männer
| Event             | Gold                                                             | Gold         | Silber                                                                               | Silber          | Bronze                                                   | Bronze                      |
| ----------------- | ---------------------------------------------------------------- | ------------ | ------------------------------------------------------------------------------------ | --------------- | -------------------------------------------------------- | --------------------------- |
| 100 m             | Tomáš Benko Slowakei                                             | 10,60 s      | Riste Pandev Mazedonien                                                              | 10,70 s SB      | Markus Fuchs Österreich                                  | 10,74 s                     |
| 200 m             | Ján Volko Slowakei                                               | 21,08 s      | Nika Kartawzewi Georgien                                                             | 21,29 s PB      | Imri Persiado Israel                                     | 21,30 s PB                  |
| 400 m             | Donald Sanford Israel                                            | 45,75 s      | Alexandru Babian Moldau                                                              | 47,35 s PB      | Borislav Dragoljević Bosnien und Herzegowina             | 47,89 s PB                  |
| 800 m             | Amel Tuka Bosnien und Herzegowina                                | 1:50,16 min  | Jozef Repčík Slowakei                                                                | 1:51,51 min     | Ion Siuris Moldau                                        | 1:51,91 min                 |
| 1500 m            | Hayle İbrahimov Aserbaidschan                                    | 3:49,69 min  | Jozef Pelikán Slowakei                                                               | 3:51,07 min     | Andreas Vojta Österreich                                 | 3:51,28 min                 |
| 3000 m            | Hayle İbrahimov Aserbaidschan                                    | 7:54,14 min  | Brenton Jon Rowe Österreich                                                          | 8:05,62 min SB  | Roman Prodius Moldau                                     | 8:06,34 min PB              |
| 5000 m            | Hayle İbrahimov Aserbaidschan                                    | 14:02,16 min | Roman Prodius Moldau                                                                 | 14:21,42 min PB | Haimro Alame Israel                                      | 14:38,96 min                |
| 110 m Hürden      | Dominik Siedlaczek Österreich                                    | 14,07 s      | Rahib Mammadov Aserbaidschan                                                         | 14,22 s SB      | Mahir Kurtalić Bosnien und Herzegowina                   | 14,43 s PB                  |
| 400 m Hürden      | Martin Kučera Slowakei                                           | 50,70 s      | Thomas Kain Österreich                                                               | 51,15 s SB      | Maor Seged Israel                                        | 52,18 s SB                  |
| 3000 m Hindernis  | Nicolai Gorbusco Moldau                                          | 8:49,83 min  | Christian Steinhammer Österreich                                                     | 8:53,98 min     | Osman Junuzović Bosnien und Herzegowina                  | 8:54,55 min PB              |
| 4 × 100 m Staffel | Amir Hamidulin Aviv Dayan Amit Cohen Imri Persiado Israel        | 40,25 s      | Christoph Haslauer Markus Fuchs Benjamin Grill Ekemini Bassey Österreich             | 40,36 s         | Denis Danáč Roman Turčáni Ján Volko Tomáš Benko Slowakei | 40,80 s                     |
| 4 × 400 m Staffel | Lukáš Privalinec Jozef Repčík Denis Danáč Martin Kučera Slowakei | 3:08,80 min  | Rusmir Malkočević Semir Avdić Borislav Dragoljević Amel Tuka Bosnien und Herzegowina | 3:10,50 min     | Donald Sanford Maor Seged Aviv Dayan Hai Cohen Israel    | 3:11,09 min                 |
| Hochsprung        | Matúš Bubeník Slowakei                                           | 2,26 m       | Andrei Miticov Moldau                                                                | 2,24 m PB       | Dmitry Kroytor Israel                                    | 2,20 m                      |
| Stabhochsprung    | Ján Zmoray Slowakei                                              | 5,15 m       | Paul Kilbertus Österreich                                                            | 5,10 m =SB      | Etamar Bhastekar Israel                                  | 5,00 m                      |
| Weitsprung        | Batschana Chorawa Georgien                                       | 7,64 m       | Izmir Smajlaj Albanien                                                               | 7,52 m          | Dominik Distelberger Österreich                          | 7,30 m                      |
| Dreisprung        | Nazim Babayev Aserbaidschan                                      | 16,38 m      | Vladimir Letnicov Moldau                                                             | 16,34 m =SB     | Tom Yakubov Israel                                       | 15,87 m                     |
| Kugelstoßen       | Hamza Alić Bosnien und Herzegowina                               | 20,26 m      | Ion Emilianov Moldau                                                                 | 18,76 m         | Lukas Weißhaidinger Österreich                           | 18,48 m                     |
| Diskuswurf        | Gerhard Meyer Österreich                                         | 59,48 m      | Nicolai Ceban Moldau                                                                 | 53,95 m         | Kemal Mešić Bosnien und Herzegowina                      | 50,26 m                     |
| Hammerwurf        | Marcel Lomnický Slowakei                                         | 75,41 m      | Serghei Marghiev Moldau                                                              | 73,09 m         | Benjamin Siart Österreich                                | nachträglich auf 3. gesetzt |
| Speerwurf         | Patrik Zenuch Slowakei                                           | 74,89 m      | Rostomi Tchintcharauli Georgien                                                      | 71,32 m SB      | Alan Ferber Israel                                       | 70,18 m                     |

### Frauen
| Event             | Gold                                                                            | Gold         | Silber                                                                      | Silber          | Bronze                                                                         | Bronze          |
| ----------------- | ------------------------------------------------------------------------------- | ------------ | --------------------------------------------------------------------------- | --------------- | ------------------------------------------------------------------------------ | --------------- |
| 100 m             | Olga Lenskay Israel                                                             | 11,61 s      | Charlotte Wingfield Malta                                                   | 11,69 s PB      | Lenka Kršáková Slowakei                                                        | 11,76 s         |
| 200 m             | Olga Lenskay Israel                                                             | 23,40 s      | Alexandra Bezeková Slowakei                                                 | 23,72 s PB      | Viola Kleiser Österreich                                                       | 23,85 s         |
| 400 m             | Iveta Putalová Slowakei                                                         | 53,07 s      | Susanne Walli Österreich                                                    | 53,65 s PB      | Olesea Cojuhari Moldau                                                         | 54,20 s SB      |
| 800 m             | Charline Mathias Luxemburg                                                      | 2:01,77 min  | Luiza Gega Albanien                                                         | 2:02,36 min     | Anastasiya Komarova Aserbaidschan                                              | 2:02,50 min PB  |
| 1500 m            | Luiza Gega Albanien                                                             | 4:11,58 min  | Maor Tiyouri Israel                                                         | 4:26,86 min PB  | Martine Nobile Luxemburg                                                       | 4:27,46 min     |
| 3000 m            | Jennifer Wenth Österreich                                                       | 9:11,98 min  | Maor Tiyouri Israel                                                         | 9:32,11 min PB  | Bontu Megersa Aserbaidschan                                                    | 9:42,14 min     |
| 5000 m            | Anita Baierl Österreich                                                         | 16:33,09 min | Bontu Megersa Aserbaidschan                                                 | 16:44,57 min    | Lucia Kimani Bosnien und Herzegowina                                           | 16:47,13 min SB |
| 100 m Hürden      | Beate Schrott Österreich                                                        | 13,18 s      | Lucia Mokrášová Slowakei                                                    | 13,92 s SB      | Gorana Cvijetić Bosnien und Herzegowina                                        | 14,11 s SB      |
| 400 m Hürden      | Verena Menapace Österreich                                                      | 58,94 s      | Kim Reuland Luxemburg                                                       | 59,80 s         | Andrea Holleyová Slowakei                                                      | 59,81 s         |
| 3000 m Hindernis  | Chaltu Beji Aserbaidschan                                                       | 10:30,58 min | Olesea Smovjenco Moldau                                                     | 10:55,61 min PB | Rahima Zukić Bosnien und Herzegowina                                           | 10:59,76 min    |
| 4 × 100 m Staffel | Lenka Kršáková Iveta Putalová Jana Velďáková Alexandra Bezeková Slowakei        | 44,92 s      | Dikla Goldenthal Olga Lenskay Diana Vaisman Efat Zelikovich Israel          | 45,23 s         | Eva-Maria Wimberger Viola Kleiser Alexandra Toth Julia Schwarzinger Österreich | 45,24 s         |
| 4 × 400 m Staffel | Silvia Šalgovičová Alexandra Štuková Alexandra Bezeková Iveta Putalová Slowakei | 3:35,03 min  | Julia Schwarzinger Susanne Walli Verena Menapace Carina Schrempf Österreich | 3:37,51 min     | Alina Bordea Vergilia Rotaru Anna Berghii Olesea Cojuhari Moldau               | 3:41,94 min     |
| Hochsprung        | Marija Vukovic Montenegro                                                       | 1,86 m       | Walentina Liaschenko Georgien                                               | 1,84 m SB       | Maayan Shahaf Luxemburg                                                        | 1,84 m          |
| Stabhochsprung    | Kira Grünberg Österreich                                                        | 4,35 m       | Gina Reuland Luxemburg                                                      | 4,20 m          | Olga Dogadko Bronshtein Israel                                                 | 3,70 m SB       |
| Weitsprung        | Jana Velďáková Slowakei                                                         | 6,68 m       | Rebecca Camilleri Malta                                                     | 6,38 m SB       | Sarah Lagger Österreich                                                        | 6,17 m          |
| Dreisprung        | Hanna Knjasjewa-Minenko Israel                                                  | 14,41 m      | Jana Velďáková Slowakei                                                     | 13,95 m SB      | Yekaterina Sarıyeva Aserbaidschan                                              | 13,27 m         |
| Kugelstoßen       | Kristina Rakočević Montenegro                                                   | 14,85 m      | Dimitriana Surdu Moldau                                                     | 14,34 m         | Anastasiya Muchkayev Israel                                                    | 14,30 m         |
| Diskuswurf        | Natalia Stratulat Moldau                                                        | 55,08 m      | Kristina Rakočević Montenegro                                               | 53,91 m PB      | Hanna Skydan Aserbaidschan                                                     | 49,50 m PB      |
| Hammerwurf        | Martina Hrašnová Slowakei                                                       | 69,31 m      | Hanna Skydan Aserbaidschan                                                  | 68,32 m         | Marina Nichișenco Moldau                                                       | 65,08 m         |
| Speerwurf         | Marharyta Doroschon Israel                                                      | 58,00 m      | Elisabeth Eberl Österreich                                                  | 49,45 m         | Mihaela Tacu Moldau                                                            | 46,55 m         |

### Punktetabelle
| Wettbewerb        | Wettbewerb | AASSE | ALB | AND | AUT | AZE | BIH | GEO | ISR | LUX | MKD | MLT   | MDA | MNE | SVK   |
| ----------------- | ---------- | ----- | --- | --- | --- | --- | --- | --- | --- | --- | --- | ----- | --- | --- | ----- |
| 100 m             | M          | 2     | 0   | 3   | 12  | 11  | 4   | 8   | 10  | 5   | 13  | 6     | 7   | 9   | 14    |
| 100 m             | F          | 1     | 6   | 7   | 11  | 9   | 4   | 5   | 14  | 10  | 2   | 13    | 8   | 3   | 12    |
| 200 m             | M          | 1     | 4   | 3   | 7   | 10  | 6   | 13  | 12  | 2   | 8   | 5     | 9   | 11  | 14    |
| 200 m             | F          | 1     | 4   | 5   | 12  | 8   | 7   | 6   | 14  | 10  | 2   | 11    | 9   | 3   | 13    |
| 400 m             | M          | 2     | 7   | 1   | 11  | 10  | 12  | 8   | 14  | 3   | 6   | 5     | 13  | 4   | 9     |
| 400 m             | F          | 3     | 4   | 1   | 13  | 10  | 9   | 7   | 8   | 6   | 5   | 11    | 12  | 2   | 14    |
| 800 m             | M          | 9     | 11  | 6   | 8   | 7   | 14  | 5   | 10  | 4   | 1   | 3     | 12  | 2   | 13    |
| 800 m             | F          | 1     | 13  | 4   | 11  | 12  | 8   | 5   | 7   | 14  | 2   | 6     | 9   | 3   | 10    |
| 1500 m            | M          | 7     | 0   | 5   | 12  | 14  | 10  | 3   | 9   | 8   | 2   | 4     | 11  | 6   | 13    |
| 1500 m            | F          | 1     | 14  | 6   | 11  | 8   | 9   | 7   | 13  | 12  | 2   | 4     | 5   | 3   | 10    |
| 3000 m            | M          | 8     | 2   | 4   | 13  | 14  | 6   | 5   | 9   | 11  | 3   | 7     | 12  | 1   | 10    |
| 3000 m            | F          | 5     | 0   | 4   | 14  | 12  | 11  | 2   | 13  | 8   | 3   | 6     | 7   | 9   | 10    |
| 5000 m            | M          | 0     | 9   | 5   | 11  | 14  | 2   | 8   | 12  | 6   | 4   | 7     | 13  | 3   | 10    |
| 5000 m            | F          | 5     | 0   | 0   | 14  | 13  | 12  | 7   | 9   | 10  | 4   | 6     | 0   | 8   | 11    |
| 110/100 m Hürden  | M          | 0     | 0   | 5   | 14  | 13  | 12  | 8   | 10  | 11  | 6   | 0     | 9   | 0   | 7     |
| 110/100 m Hürden  | F          | 0     | 0   | 4   | 14  | 9   | 12  | 0   | 10  | 11  | 5   | 7     | 8   | 6   | 13    |
| 400 m Hürden      | M          | 9     | 0   | 3   | 13  | 7   | 10  | 5   | 12  | 8   | 4   | 0     | 11  | 6   | 14    |
| 400 m Hürden      | F          | 0     | 3   | 2   | 14  | 6   | 9   | 5   | 10  | 13  | 8   | 7     | 11  | 4   | 12    |
| 3000 m Hindernis  | M          | 0     | 10  | 5   | 13  | 6   | 12  | 9   | 11  | 4   | 3   | 7     | 14  | 2   | 8     |
| 3000 m Hindernis  | F          | 0     | 0   | 0   | 10  | 14  | 12  | 8   | 11  | 6   | 0   | 7     | 13  | 5   | 9     |
| 4 × 100 m Staffel | M          | 4     | 0   | 5   | 13  | 10  | 7   | 9   | 14  | 6   | 0   | 0     | 8   | 11  | 12    |
| 4 × 100 m Staffel | F          | 0     | 0   | 7   | 12  | 11  | 8   | 0   | 13  | 0   | 0   | 10    | 9   | 6   | 14    |
| 4 × 400 m Staffel | M          | 0     | 0   | 3   | 8   | 11  | 13  | 9   | 12  | 6   | 4   | 5     | 10  | 7   | 14    |
| 4 × 400 m Staffel | F          | 0     | 0   | 5   | 13  | 10  | 8   | 7   | 0   | 11  | 6   | 9     | 12  | 0   | 14    |
| Hochsprung        | M          | 9     | 0   | 4   | 10  | 8   | 6   | 11  | 12  | 7   | 2   | 4     | 13  | 4   | 14    |
| Hochsprung        | F          | 0     | 0   | 8,5 | 7   | 6   | 11  | 13  | 12  | 10  | 4   | 3     | 5   | 14  | 8,5   |
| Stabhochsprung    | M          | 0     | 0   | 10  | 13  | 0   | 7   | 6   | 12  | 11  | 0   | 5     | 9   | 8   | 14    |
| Stabhochsprung    | F          | 9     | 0   | 5,5 | 14  | 11  | 0   | 7   | 12  | 13  | 0   | 5,5   | 8   | 0   | 10    |
| Weitsprung        | M          | 5     | 13  | 1   | 12  | 8   | 4   | 14  | 11  | 6   | 3   | 10    | 2   | 7   | 9     |
| Weitsprung        | F          | 0     | 3   | 4   | 12  | 10  | 7   | 11  | 0   | 8   | 6   | 13    | 9   | 5   | 14    |
| Dreisprung        | M          | 5     | 10  | 2   | 8   | 14  | 4   | 11  | 12  | 3   | 0   | 7     | 13  | 6   | 9     |
| Dreisprung        | F          | 0     | 0   | 7   | 11  | 12  | 6   | 10  | 14  | 4   | 3   | 8     | 9   | 5   | 13    |
| Kugelstoßen       | M          | 0     | 6   | 2   | 12  | 7   | 14  | 4   | 8   | 11  | 3   | 5     | 13  | 9   | 10    |
| Kugelstoßen       | F          | 0     | 0   | 3   | 7   | 10  | 8   | 6   | 12  | 9   | 5   | 4     | 13  | 14  | 11    |
| Diskuswurf        | M          | 0     | 0   | 3   | 14  | 6   | 12  | 7   | 11  | 9   | 4   | 5     | 13  | 10  | 8     |
| Diskuswurf        | F          | 7     | 0   | 2   | 10  | 12  | 9   | 4   | 11  | 6   | 5   | 3     | 14  | 13  | 8     |
| Hammerwurf        | M          | 0     | 0   | 4   | 11  | 12  | 5   | 10  | 9   | 8   | 3   | 7     | 13  | 6   | 14    |
| Hammerwurf        | F          | 0     | 0   | 7   | 10  | 13  | 9   | 0   | 11  | 8   | 4   | 5     | 12  | 6   | 14    |
| Speerwurf         | M          | 0     | 0   | 3   | 10  | 4   | 7   | 13  | 12  | 9   | 5   | 8     | 11  | 6   | 14    |
| Speerwurf         | F          | 4     | 0   | 2   | 13  | 5   | 11  | 7   | 14  | 9   | 3   | 6     | 12  | 10  | 8     |
| Nation            | Nation     | AASSE | ALB | AND | AUT | AZE | BIH | GEO | ISR | LUX | MKD | MLT   | MDA | MNE | SVK   |
| Gesamt            | Gesamt     | 99    | 119 | 161 | 458 | 387 | 336 | 282 | 439 | 317 | 142 | 243,5 | 401 | 240 | 458,5 |

### Endplatzierungen
Ursprünglich hatte das Team Slowakei Gold gewonnen. Durch die nachträgliche Doping-Disqualifikation eines Aserbaidschaners erhielt Österreich einen zusätzlichen Punkt und überholte dadurch die Slowakei.
| Platz  | Land                    |
| ------ | ----------------------- |
| Gold   | Österreich              |
| Silber | Slowakei                |
| Bronze | Israel                  |
| 04     | Bosnien und Herzegowina |
| 05     | Luxemburg               |
| 06     | Georgien                |
| 07     | Malta                   |
| 08     | Montenegro              |
| 09     | Andorra                 |
| 10     | Mazedonien              |
| 11     | Albanien                |
| 12     | AASSE                   |

## Medaillenspiegel
| Rang   | Land       | Gold | Silber | Bronze | Gesamt |
| ------ | ---------- | ---- | ------ | ------ | ------ |
| 1      | Österreich | 1    | 0      | 0      | 1      |
| 2      | Slowakei   | 0    | 1      | 0      | 1      |
| 3      | Israel     | 0    | 0      | 1      | 1      |
| Gesamt | Gesamt     | 1    | 1      | 1      | 3      |

## Doping
Bei der aserbaidschanischen Mittelstreckenläuferin Chaltu Beji wurde in der A- und B-Probe das verbotene Mittel Ostarine nachgewiesen. Ihr Resultat wurde von der Ergebnisliste gestrichen. Außerdem wurde der Aserbaidschaner Dzmitry Marshin (3. Platz Hammerwurf) wegen Dopings disqualifiziert. Dadurch rutschte der österreichische Hammerwerfer auf Platz drei, was im Endergebnis Österreich nachträglich einen 0,5-Punkte-Vorsprung vor der Slowakei und damit Gold sicherte.